# Lasioglossum miguelense
Lasioglossum miguelense är en biart som först beskrevs av Cockerell 1937.  Lasioglossum miguelense ingår i släktet smalbin, och familjen vägbin. Inga underarter finns listade i Catalogue of Life.